# Amilcar (entreprise)
Pour les articles homonymes, voir Amilcar.
Amilcar est un ancien constructeur automobile français établi à Saint-Denis. La société, célèbre pour ses voitures sportives légères dans la catégorie des cyclecars, a produit des véhicules de 1921 à 1939.
Le nom « Amilcar » vient d'une anagramme imparfaite des noms des deux fondateurs : Joseph Lamy et Émile Akar.

## Historique

### Les débuts

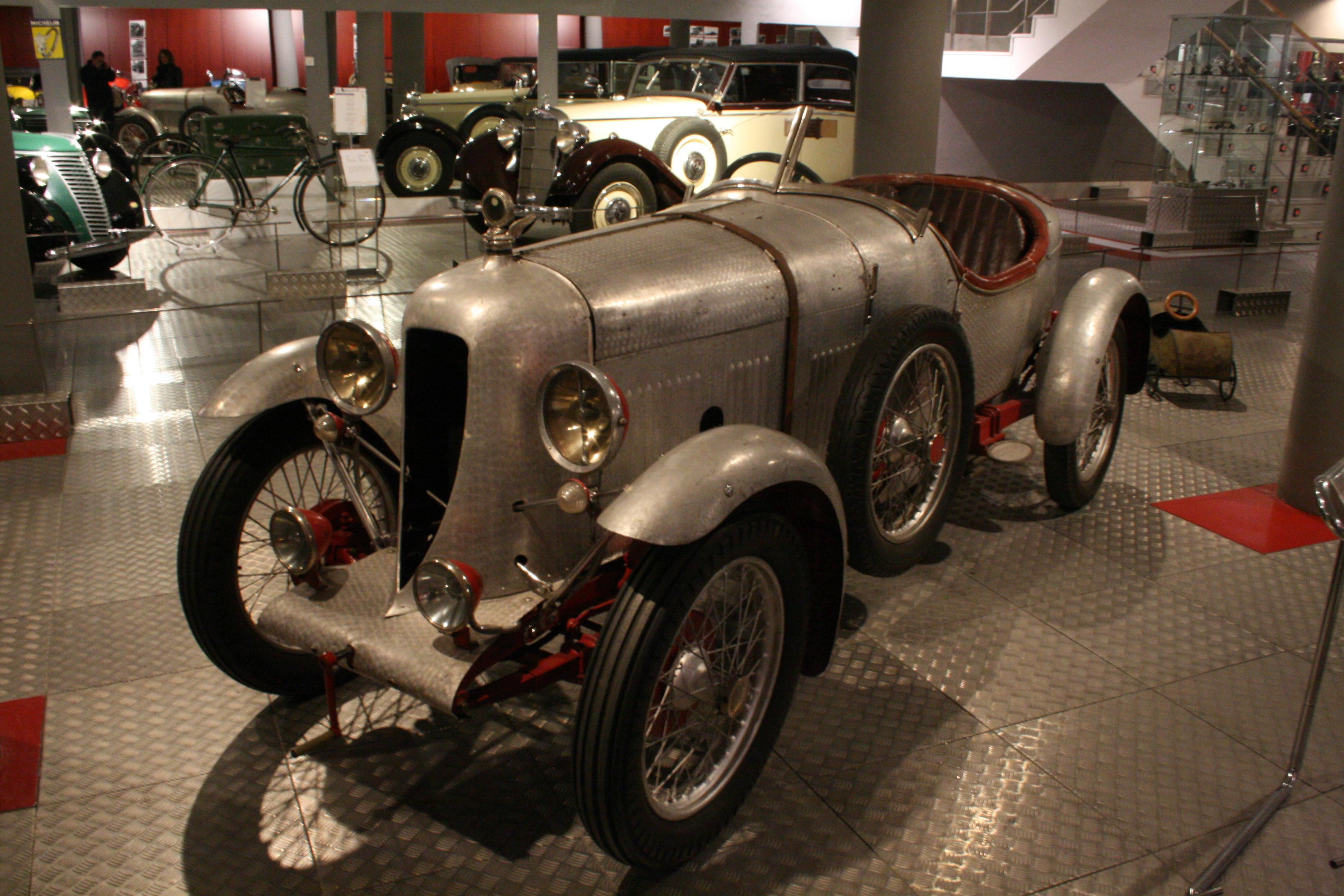
Amilcar CGS3, 1927.

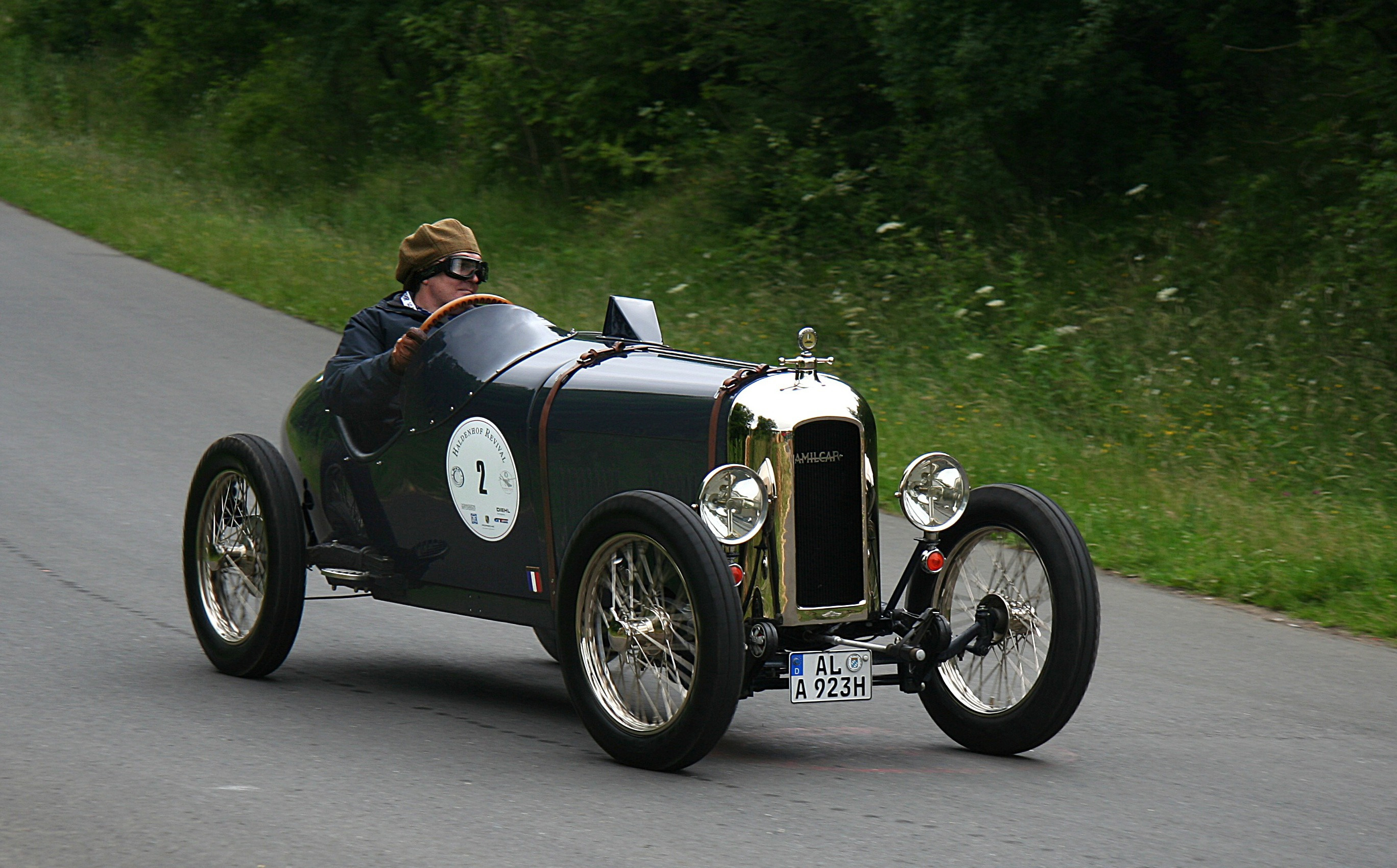
Amilcar CS de 1923.

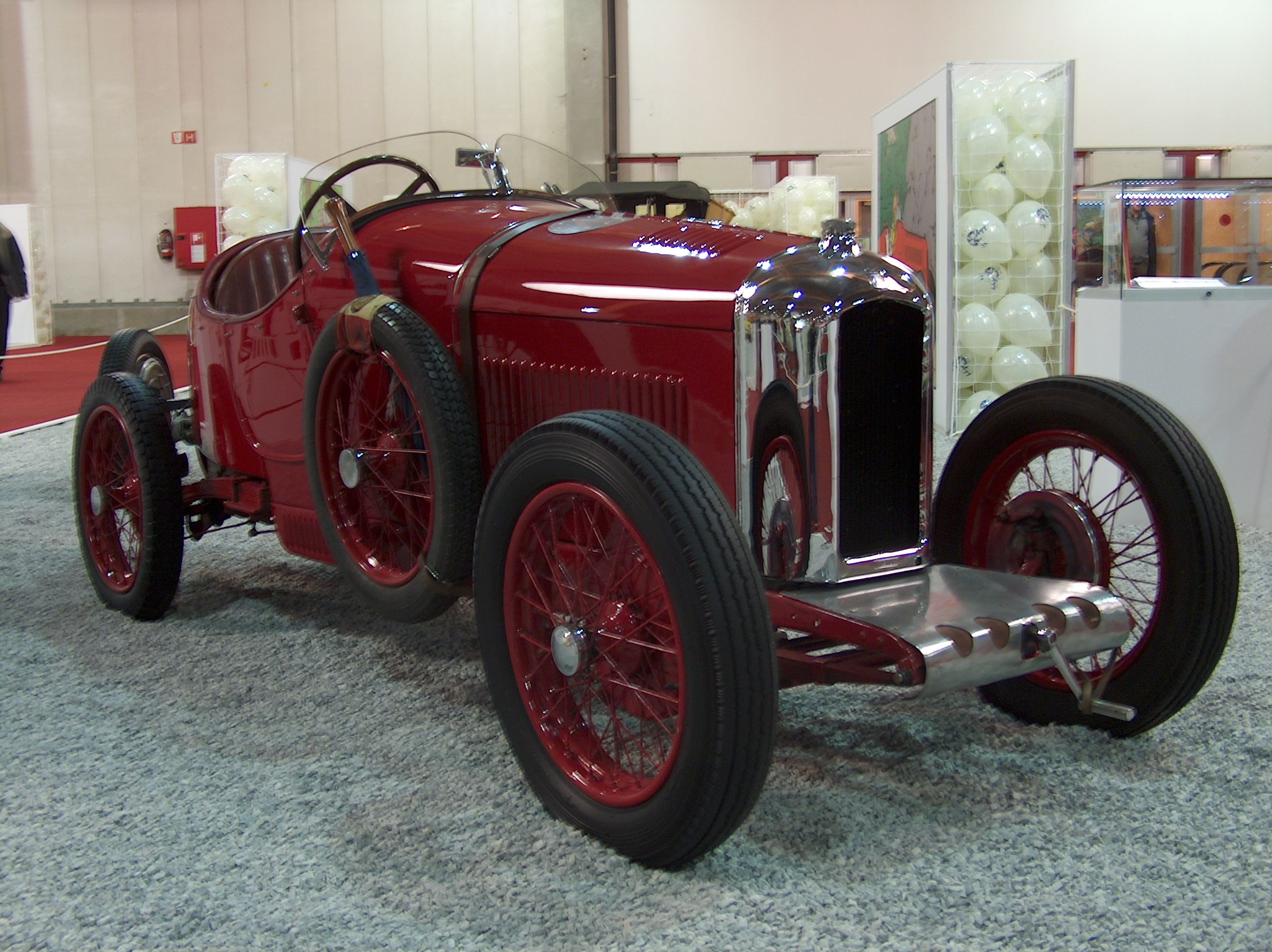
La voiture de course Amilcar CGSS.

La première réalisation de la marque présentée au Salon de Paris en 1921 est le type CC qui rappelle l'automobile Le Zèbre d'avant-guerre car son concepteur Edmond Moyet était auparavant employé de la marque. Il s'agit d'un véhicule à deux places entraîné par un moteur quatre cylindres de 903 cm3 à soupapes latérales avec une boîte de vitesses à trois rapports. Sa vitesse maximale est de 75 km/h.     
L'année suivante, deux nouveaux dérivés sont lancés : le type CS, version sport à châssis court et le type C4, voiturette familiale à châssis long avec quatre places, toutes deux entraînées par un moteur de 1 004 cm3.   
L'Amilcar la plus célèbre demeure la CGS (pour « Châssis Grand Sport ») du Salon 1923 qui possède un moteur porté à 1 074 cm3 et un freinage sur les quatre roues (brevet Amilcar), mais il n'y a pas de différentiel.
Trois ans plus tard, le modèle donne naissance à la plus sportive des Amilcar, la CGSS (pour « Châssis Grand Sport Surbaissé »). Lorsqu'elles sont construites sous licence, ces voiturettes s'appellent « Pluto » en Allemagne, « Grofri » en Autriche et « Amilcar-Italiana (en) » en Italie.

### La compétition

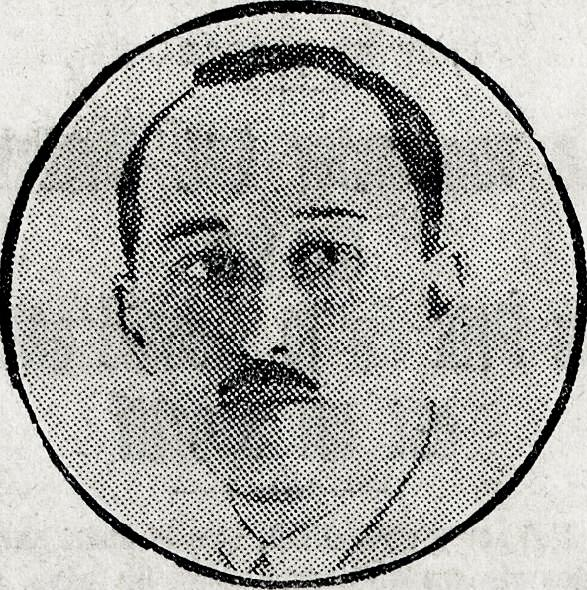
Marcel Sée, administrateur-délégué des automobiles Amilcar, en juin 1928.

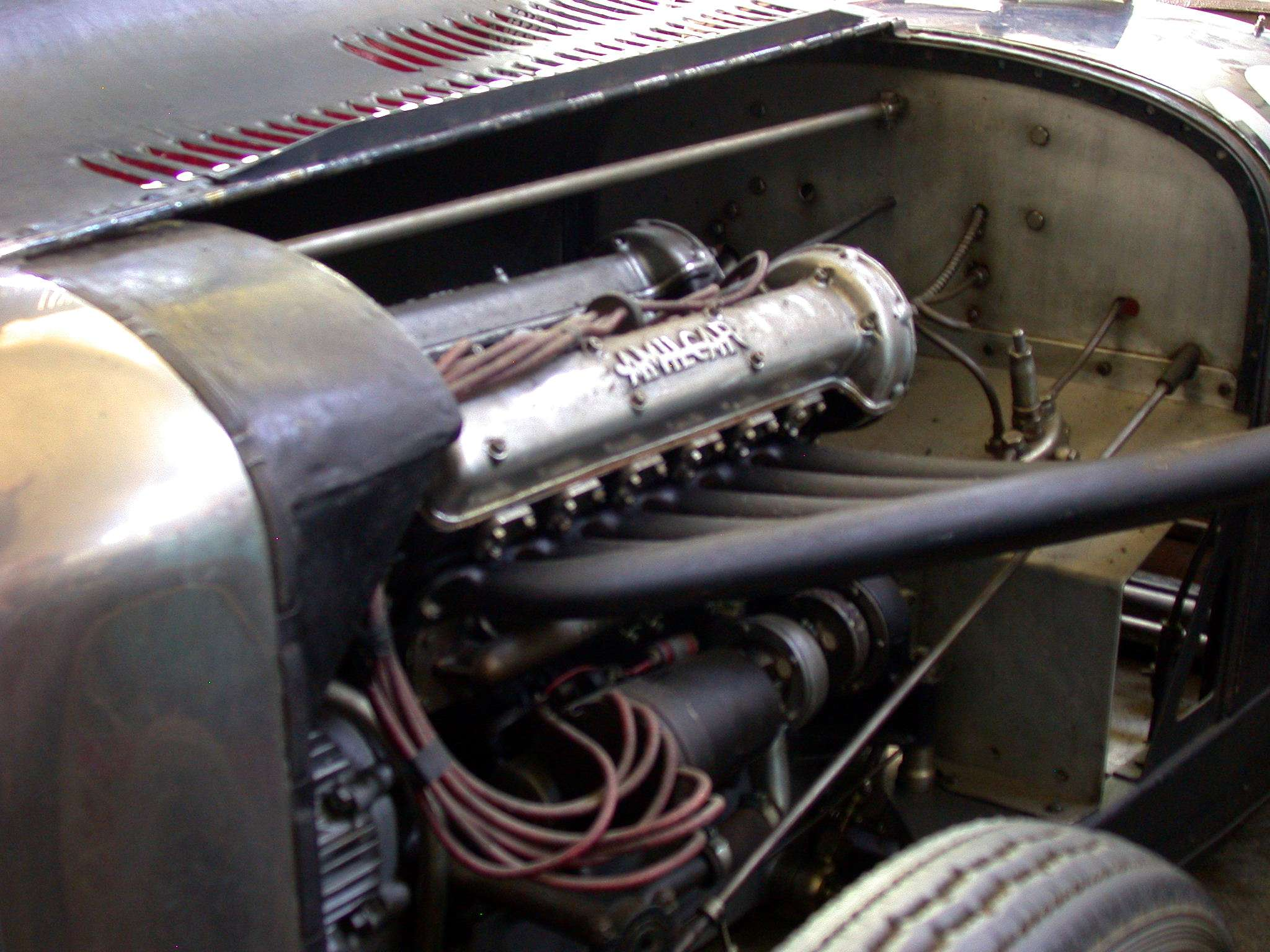
Amilcar CO, moteur 6-cylindres à compresseur.

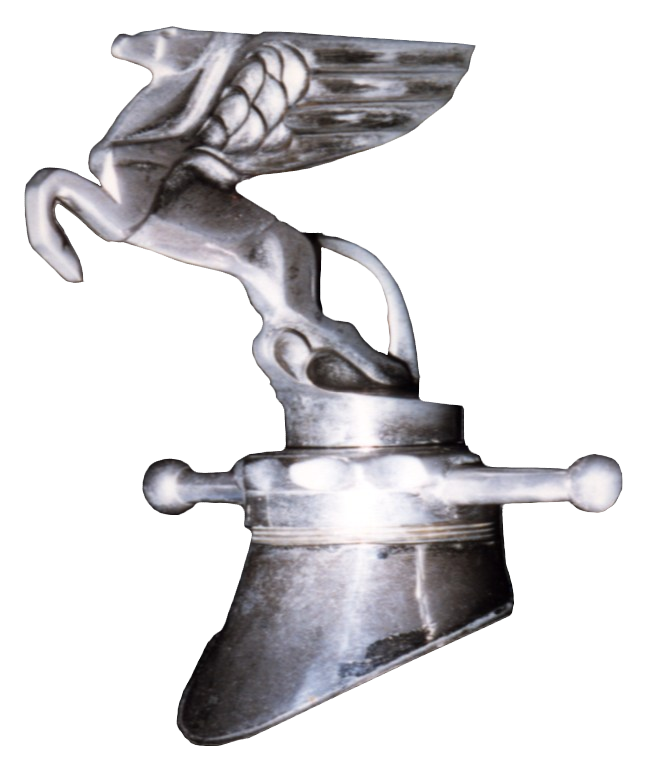
L'emblème de la marque sur le bouchon de radiateur : Pégase.

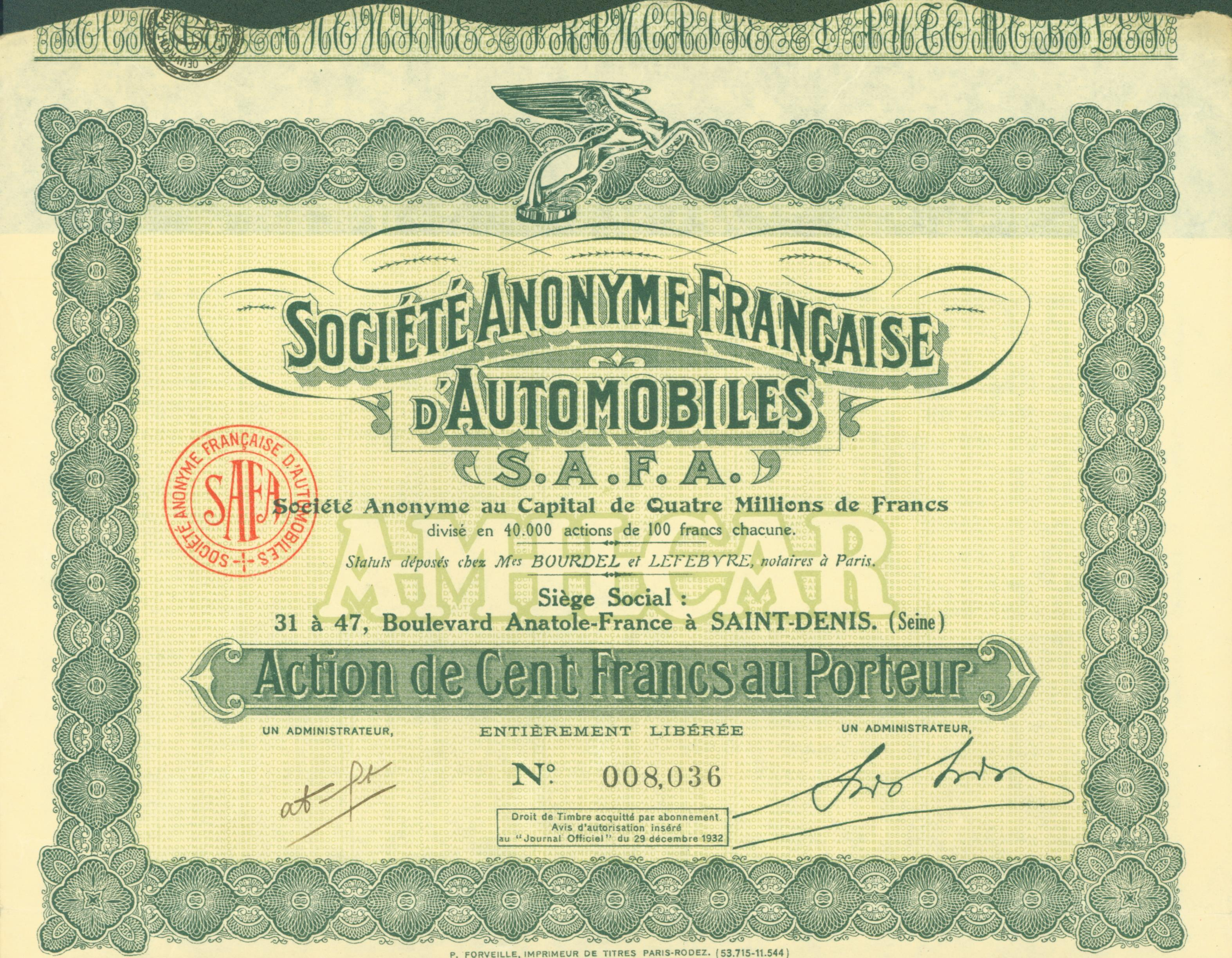
Action de la S. A. Française d'Automobiles en date du 29 decembre 1932

Dès les débuts, la marque est présente en compétition.
En 1922, elle remporte le Bol d'or automobile (2e en 1925).
En 1925, pour contrer Salmson, la voiture de course CO est équipée d'un moteur six-cylindres à double arbre à cames en tête avec vilebrequin sur sept paliers à rouleaux de 1 100 cm3 à compresseur. Elle bat le record du mille lancé, à 197,42 km/h de moyenne.
En 1926 et 1927 au volant de son Amilcar CGS3, le pilote Gérard Dumas de Vaulx affrontera à de nombreuses reprises les pilotes Salmson (André Ismalun et le Lieutenant Puget) en courses de côte. Le 11 juillet 1926, il remporte la course de côte de Saint-Alban-les-Eaux (Loire) dans la catégorie voitures de tourisme 1100 cmc  et bat le record alors établi avec un temps de 4 minutes 20 secondes et 4/5 (soit 55,214 km/h).
La version client, la voiture de sport C6 lancée en 1927, possèdera aussi un moteur à double arbre à cames en tête. La même année André Lefebvre-Despaux remporte le rallye Monte-Carlo, sur 1 100 cm3. En 1928, Ernst von Halle termine troisième de l'Eifelrennen sur le Nürburgring (et Vernon Balls cinquième des 6 Heures de Brooklands). En 1939, l'entreprise participe aux 500 miles d'Indianapolis avec Jules Moriceau. En 1930, Charles Bénitah gagne le Grand Prix Automobile du Maroc en catégorie Tourisme à Anfa.
En 1933, l'entreprise s'impose pour la deuxième fois au Bol d'or, après avoir été quatrième en 1931. Elle sera encore en 1933 et 1934 cinquième de l'épreuve, puis deuxième des 8 Heures du Bol d'or en 1935, servant alors de course de pré-qualifications. En 1936, Georges Grignard finit troisième pour un dernier podium au Bol, puis en septembre de la même année Fernande Roux est aussi à une troisième place, cette fois du Grand Prix du M.C.F.. En 1938, René Biolay est encore deuxième des Coupes de Paris à l'autodrome de Linas-Montlhéry, puis quatrième du Grand Prix des Frontières. Après le conflit mondial, les résultats ne seront plus à la hauteur des attentes, même lors du Bol d'or (André Le Jamtel 4e en 1948).

### L'entre-deux-guerres
À partir de 1925, une petite voiture de tourisme est fabriquée, le type G suivie par les modèles L, M, M2, M3 et M4.
L'année 1929 voit la fabrication d'une 13 CV de luxe, la CS8, avec un bloc moteur à huit cylindres en ligne de 2,3 litres à un arbre à cames en tête. Ayant une bonne tenue de route et une vitesse de pointe de 120 km/h, la CS8 disparaît rapidement à cause d'une fiabilité médiocre. 
En août 1934, à cause de ventes insuffisantes, l'usine de Saint-Denis ferme définitivement.
À l'automne, Amilcar présente le modèle Pégase (en) produit avec des moyens réduits à Boulogne-Billancourt. Il possède un moteur quatre cylindres Delahaye et des roues avant indépendantes.
En septembre 1937, la société, qui est rachetée et qui fusionne avec Hotchkiss, présente l'Amilcar Compound très avancée dans sa conception due à Jean Albert Grégoire. 
Comme beaucoup d'autres petits constructeurs, n'étant pas prise en compte par le plan Pons, les voitures Amilcar ne survécurent pas à la Seconde Guerre mondiale.

### Chiffres de production
Les valeurs indiquées dans ce tableau sont déduites des numéros de série renseignés dans les registres de production et peuvent être parfois approximatives.
| Modèle | Unités produites |
| ------ | ---------------- |
| CC     | 5.000            |
| CS     | 1.400            |
| C4     | 4.950            |
| CGS    | 2.925            |
| CGS3   | 697              |
| CGSS   | 984              |
| C6     | 50 à 60          |
| Type G | 2.500            |
| Type L | 1.500            |
| Type M | 1.174            |

| Modèle      | Unités produites |
| ----------- | ---------------- |
| Type M2     | 2.650            |
| Type M3     | 2.726            |
| Type M4     | 70               |
| Type E      | 500              |
| Type J      | 300              |
| 8 cylindres | 800              |
| 5 CV        | 2.456            |
| Pégase      | Plus de 300      |
| Compound    | 900              |